# Casa di Ottavio Quartione

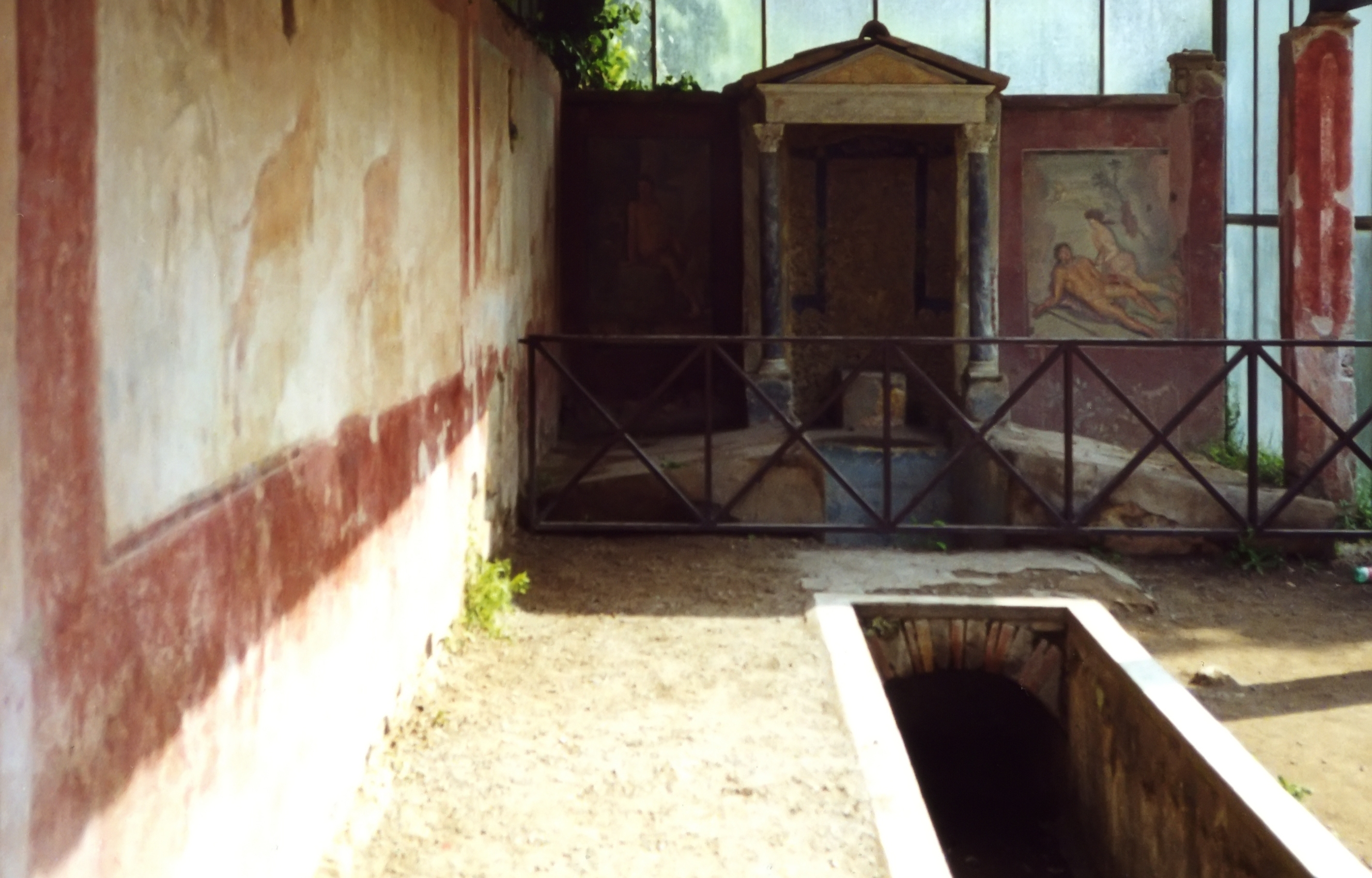
Edicola con affresco di Piramo e Tisbe

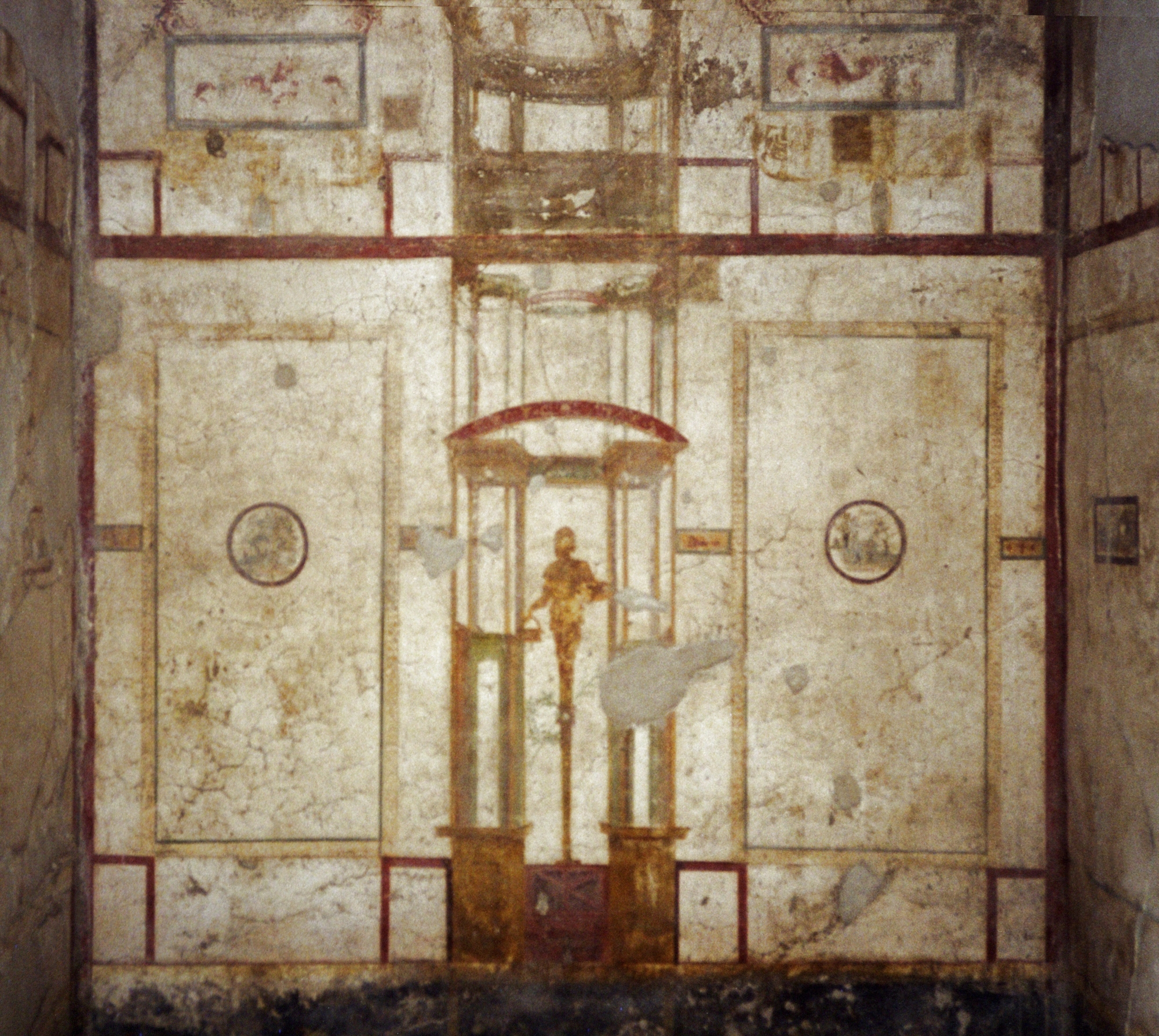
Pittura murale nell'interno della casa di Ottavio Quartione

La casa di Ottavio Quartione (II 2, 2) (detta anche casa di Loreio Tiburtino) è il nome moderno di una grande domus di Pompei.

## Descrizione
La casa, che fu scavata negli anni tra il 1916 e il 1921 da Vittorio Spinazzola, si trova in Via Dell'Abbondanza, una delle strade più prospere di Pompei. C'è stato un considerevole dibattito sul nome di questo particolare edificio. Il suo nome originale di casa di Loreius Tiburtinus era derivato da due annunci elettorali che erano nella facciata esterna, uno diceva "Vota Loreius" e l'altro "Vota Tiburtinus." Ora sappiamo che il proprietario era Ottavio Quartione (Octavius Quartio).
La domus, prima del terremoto del 62 d.C., ricopriva un'intera insula e aveva due atrii e due ingressi. Dopo il terremoto una parte della casa (II 2, 4) fu resa indipendente e venduta a un altro proprietario.
Sulla facciata dell'edificio si trovano due cauponae, nelle quali c'era anche un accesso al piano superiore, le cui camere erano probabilmente affittate. La casa si trova vicino all'anfiteatro e a una delle porte della città.
Dall'ingresso si giungeva a un atrio, che era stato deviato in precedenza. Qui erano stati piantati fiori e altre piante. In una delle camere per dormire, raggiungibile dall'atrio, fu trovato un sigillo di bronzo con il nome Decimus Octavius Quartio. Questo ci permette di identificare l'ultimo proprietario della domus. La stessa camera era stata usata come un laboratorio. Dietro l'atrio c'era un piccolo giardino, che era decorato con colonne. Gli spazi successivi sono dipinti con raffinate pitture murarie del quarto stile. Uno spazio si distingue particolarmente per la qualità dei dipinti: piccoli rami, figurine e sottili edicole. Questo spazio fu predisposto per un santuario di Iside, dato che nei campi sono raffigurati dei sacerdoti di Iside, anche se questa interpretazione non è sicura. All'altro lato del piccolo giardino si trova l'oecus, anche questo riccamente dipinto. Lo zoccolo è marmorizzato e sopra si trovano raffigurazioni di Eracle alla guerra di Troia.
In un piccolo giardino sono state trovate diverse statuette egizie, tra cui un ibis e un Bes. Si ritiene che in questo luogo si incontrassero seguaci di Iside. Nel retro della casa si trova un lungo bacino, ornato con colonne. Qui sono state trovate altre statue egizie, tra cui una Sfinge ma anche un Bacco. Alla fine del bacino è stato rinvenuto un posto dove si poteva mangiare all'aperto. Qui c'era anche un'edicola, a sinistra della quale c'era un'immagine di Narciso e a destra quella di Piramo che si è appena ucciso perché aveva creduto che la sua Tisbe fosse stata sbranata da un leone. Tisbe è lì accanto che si uccide per il dolore.
Tutta la parte rimanente dell'insula è occupata da un grande giardino, al cui centro si trova un piccolo tempio.